# Cernotina danieli
Cernotina danieli is een schietmot uit de familie Polycentropodidae. De soort komt voor in het Neotropisch gebied.